# It's a Boy/Girl Thing
It's a Boy/Girl Thing (Ella en mi cuerpo y él en el mío en américa o Cosas nuestras  en España) es una comedia romántica de 2006 protagonizada por Kevin Zegers y Samaire Armstrong. Aunque la trama se desarrolla en Estados Unidos, es una producción británico-canadiense.

## Sinopsis
En la historia Woody Deane (Kevin Zegers) y Nell Bedworth (Samaire Armstrong) son vecinos que no se soportan y asisten a la misma escuela. En una asignación de historia les toca trabajar juntos sobre un antiguo dios azteca, Tezcatlipoca, a quien se le atribuye el poder de cambiar las cosas. Debido a sus discusiones, el dios lanza una maldición haciendo que al día siguiente cada uno despierte en el cuerpo del otro hasta que logren cumplir sus objetivos personales trabajando juntos en equipo y así finalmente regresar a sus cuerpos pero con una personalidad cambiada cada uno habiendo aprendido lo mejor del otro.

## Reparto
- Samaire Armstrong como Nell Bedworth.
- Kevin Zegers como Woody Deane.
- Sherry Miller como Katherine Bedworth.
- Robert Joy como Ted Bedworth.
- Brooke D'Orsay como Breanna Bailey.
- Sharon Osbourne como Della Deane.
- Maury Chaykin como Stan Deane.
- Emily Hampshire como Chanel.[2]

## Canciones
- "Shake It Fast/Shake Ya Ass" - Mystikal
- "You Ain't Seen Nothing Yet" - Bachman-Turner Overdrive
- "Without Me" - Eminem
- "Baby Got Back" - Kevin Zegers
- "Hush" -  Deep Purple
- "Groupie" - Deep Varacouzo
- "Jenny from the Block" - Samaire Armstrong
- "Red Carpet Pimpin" - Marz
- "Candle in the Wind" - Elton John
- "Filthy/Gorgeous" -  Scissor Sisters
- "Only Trying to Help" - Orson
- "Bounce" -  DJ Assault
- "Red Dress" - Sugababes
- "Boy/Girl Thing" - Mpho Koaho
- "Push the Button" - Sugababes
- "Be Strong" - Fefe Dobson
- "Life Not Living" - Dance Yourself to Death
- "Goodbye to Romance" -  Ozzy Osbourne
- "I Think We're Alone Now" - Girls Aloud
- "High" - James Blunt
- "Let's Get It Started" - The Black Eyed Peas